# カスペリ・ヘイッキネン
カスペリ・ヘイッキネン（Kasperi Heikkinen、1980年8月4日 - ）は、フィンランドカヤーニ出身のギターリストである。
パワーメタルバンド「アンベリアン・ドーン」のギターリストとして有名である。2015年にパワーメタルバンド「ビースト・イン・ブラック」を結成。他にもU.D.O.（2013年 - 2017年）、コンクエスト、マージング・フレア、エレニウムなどでも活動している。